# Huey Lewis

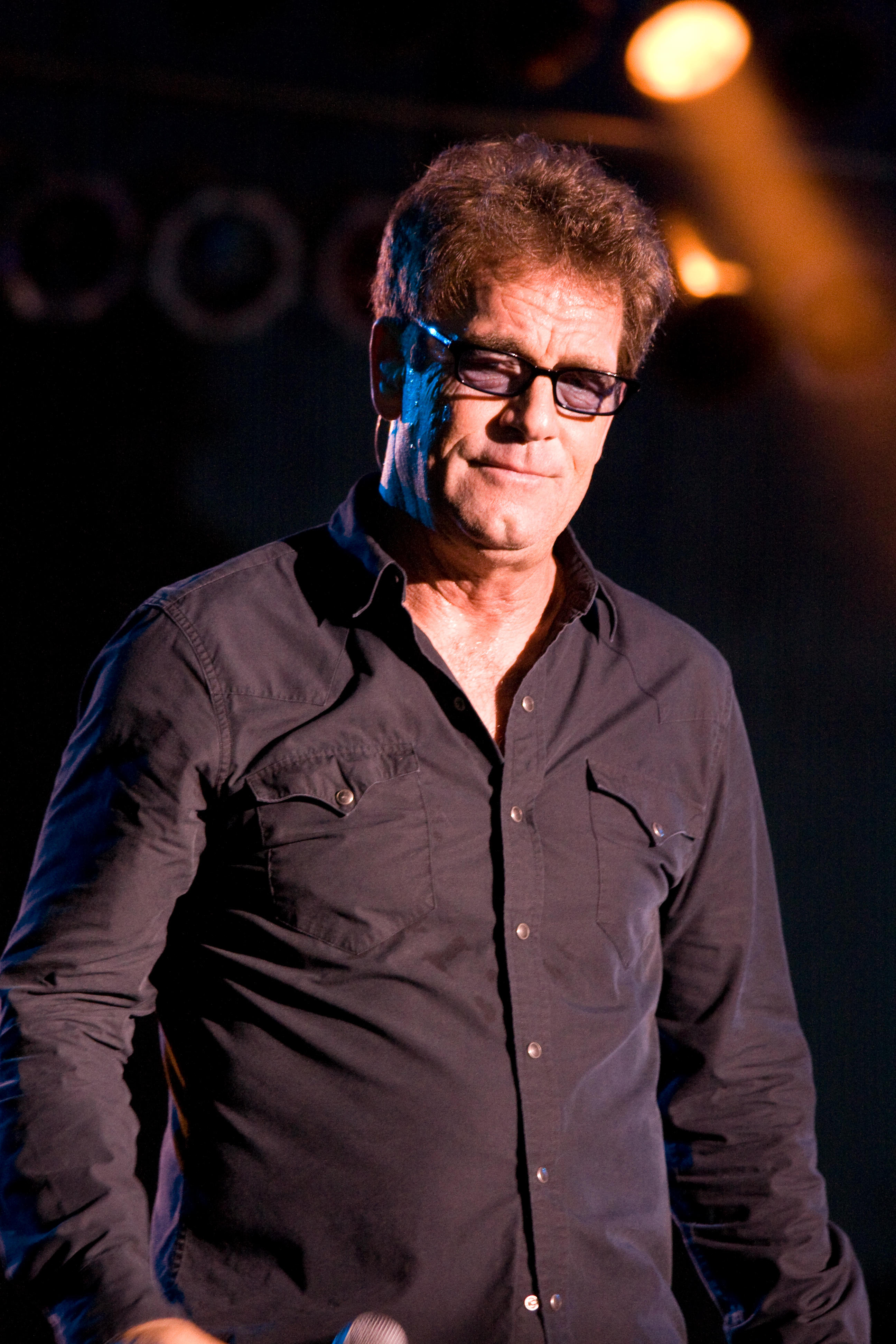
Huey Lewis (2009)

Huey Lewis (* 5. Juli 1950 in New York City als Hugh Anthony Cregg Ⅲ) ist ein US-amerikanischer Sänger, Songwriter und Schauspieler. Bekannt wurde er als Frontmann und Namensgeber der Band Huey Lewis & the News, die 1983 ihren Durchbruch mit dem Erfolgsalbum Sports und deren späteren Beitrag zum Soundtrack des Spielfilms Zurück in die Zukunft hatte. Lewis spielte zuvor (1972 bis 1979) in der Band Clover.

## Frühe Jahre
Lewis wuchs in Marin County auf und besuchte die Strawberry Point Elementary School, wo er die zweite Klasse übersprang, sowie die Edna Maguire Junior High School in Mill Valley. Als er 13 Jahre alt war, ließen sich seine Eltern scheiden: Seine Mutter hatte eine außereheliche Affäre mit dem Dichter Lew Welch der Beat Generation, den sie auch später heiratete. Lewis sagte über Welch, dass er als Jugendlicher von ihm inspiriert wurde. Er besuchte und absolvierte 1967 die Lawrenceville School in New Jersey, eine Schule, die nur junge Männer unterrichtete und Lewis erreichte im SAT-Mathematik-Teil die perfekte Punktzahl von 800. Später besuchte er die Cornell University in Ithaca.
Im Jahr 1984 sprach Lewis in einem Interview mit David Letterman über seine Reise durch die Vereinigten Staaten und darüber, wie er beim Trampen das Mundharmonikaspielen erlernte. Lewis sprach auch davon, dass er drei Tage an einem Flughafen blieb, bis er als blinder Passagier in ein Flugzeug nach Europa stieg. In späteren Interviews gab Lewis weitere Begegnungen bekannt, die er auf seinen Reisen durch Europa hatte. Er berichtete auch davon, dass er Aberdeen in Schottland ohne Geld und Schlafgelegenheit bereist habe und die Einheimischen sehr gastfreundlich gewesen seien und ihm eine Unterkunft anboten. Später in Madrid wurde er mit seiner Mundharmonika zu einem versierten Blues-Musiker; er gab seine ersten Konzerte dort und verdiente bald genug Geld, um ein Flugticket zurück in die Vereinigten Staaten zu kaufen.
Nach seiner Rückkehr in die Vereinigten Staaten begann Lewis ein Ingenieursstudium an der Cornell University. Dort freundete er sich mit Lance und Larry Hoppen an, die später mit Orleans und Eddie Tuleja in King Harvest spielten. Zunächst war Lewis ein aktiver Student und Mitglied der Bruderschaft Eta Lambda Nu, aber er verlor schnell das Interesse am College. Er schrieb sich bei einer Band namens Slippery Elm ein. Im Dezember 1969 verließ er das College und zog zurück in die San Francisco Bay Area. Sein Ziel war es weiterhin Musik zu machen, obwohl er sich nebenbei auch in anderen Arbeitsbereichen wie Landschaftsarchitektur, Tischlerei, Hochzeits- und Veranstaltungsplanung oder Lieferung und Verkauf von Naturkost versuchte.

## Musikkarriere

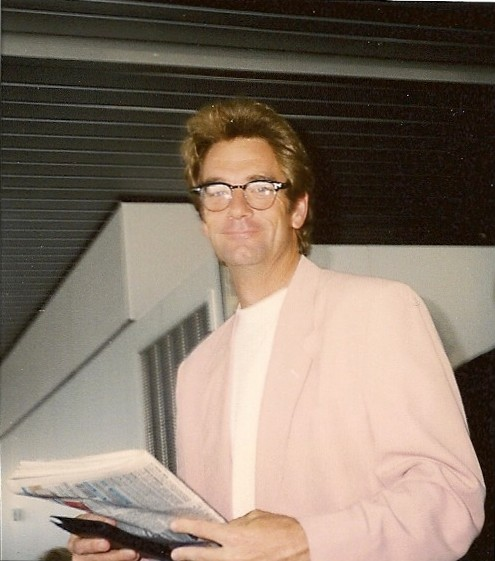
Huey Lewis in den frühen 1990er Jahren

Im Jahr 1971 schloss sich Lewis der Band Clover an, während dieser Zeit nannte er sich Hughie Louis. Er spielte Mundharmonika und war gelegentlich Leadsänger. Nachdem die Band im Jahr 1976 mit mittelmäßigem Erfolg in der San Francisco Bay Area gespielt hatte, ging diese später nach Los Angeles. Als ein Auftritt den Musikproduzenten Nick Lowe begeisterte, hatte die Band ihren großen Durchbruch und Lowe überredete sie mit ihm nach Großbritannien zu gehen. Doch die Band, die Folk-Rock spielte, kam in Großbritannien an, während Punk-Rock gerade populär wurde. Die beiden produzierten Clover-Alben waren nicht erfolgreich. Zu diesem Zeitpunkt hatte sich die Schreibweise von Lewis' Künstlernamen in Huey Louis geändert, unter dieser Schreibweise wurde er auch auf beiden Alben als Sänger genannt, obwohl er als Songwriter als H. Cregg gelistet wird. Im Jahr 1978 kehrte die Band nach Kalifornien zurück: Das Bandmitglied John McFee schloss sich The Doobie Brothers an, und Clover lösten sich auf.
Unter dem Namen Bluesy Huey Lewis spielte Lewis 1978 auf Thin Lizzys Durchbruchsalbum Live And Dangerous Mundharmonika. Im selben Jahr spielte er im Uncle Charlie's, einem Club in Corte Madera, wo er zusammen mit zukünftigen Mitgliedern von Huey Lewis & the News den "Monday Night Live"-Spot drehte. Zu diesem Zeitpunkt übernahm er die aktuelle Schreibweise seines Namens und die Band Huey Lewis and the American Express wurde gegründet: Nachdem die Band den Song Exodisco, eine Disco-Fassung des Soundtracks aus dem Film Exodus, unter deren Namen aufgenommen hatte, erhielt Lewis einen Einzelvertrag bei Phonogram Inc. und Bob Brown wurde sein Manager.
Die Band spielte einige Konzerte, sogar als Vorgruppe für Van Morrison, bevor sie den Gitarristen Chris Hayes aufnahmen. Auf Browns Rat änderten sie ihren Namen in Huey Lewis & the News. Nach einem gescheiterten Debütalbum (1980), das nach der Band benannt ist, gelang der Band schließlich der Durchbruch zum Top-40-Erfolg mit dem Album Picture This (1982). Das Gold-ausgezeichnete Album landete auf Platz 13 der Album-Charts durch den ersten Hit der Band Do You Believe in Love?.
Das dritte Album, Sports von 1983, ist eine der meistverkauften Pop-Veröffentlichungen aller Zeiten und landete auf Platz 1 der Charts im Jahr 1984 bis 1985 und wurde mehrfach mit Platin ausgezeichnet. Vier Singles auf dem Album erreichten die Top-10 der Billboard Hot 100 (Heart and Soul, I Want a New Drug, The Heart of Rock & Roll und If This Is It).
Der Song The Power of Love war ein No. 1 US-Hit und wurde 1985 im Film Zurück in die Zukunft gespielt, für den sie auch den Song Back in Time aufnahmen. Lewis hat auch einen Cameo-Auftritt in dem Film als Jurymitglied, das die Band von Marty McFly beim Schulwettbewerb ablehnt. Als Insider-Witz ist der Song, den die Band spielt, eine Hardrock-Version von The Power of Love. Das Lied wurde für einen Oscar nominiert.
Nach dem Erfolg von The Power of Love und Zurück in die Zukunft veröffentlichten Huey Lewis & the News im Jahr 1986 ihr viertes Studioalbum Fore!: Dieses Album erzielte den gleichen Erfolg wie das Vorgängeralbum und erreichte die Nr. 1 in den Billboard 200. Insgesamt erreichte das Album fünf Top-10-Singles auf der Billboard Hot 100, unter anderem Stuck with You, Jacob’s Ladder oder Hip to Be Square, und wurde dreimal mit Platin ausgezeichnet.
Lewis und seine Bandkollegen traten damals für das Projekt We Are the World von USA for Africa auf. Den Rest der 1980er und frühen 1990er Jahre verbrachte die Band hauptsächlich damit auf Tournee zu gehen, daneben hatten sie viele weitere Hits und zwei weitere Hit-Alben veröffentlicht: Small World (1988) und Hard at Play (1991).
Lewis hatte ein Soloalbum mit dem Titel Back in Blue geplant, das Mitte der 1990er Jahre seitens Lewis abgesagt wurde. Einer der Songs aus diesem abgesagten Projekt, 100 Years From Now, wurde später für das Best-of-Album Time Flies... The Best Of verwendet.
Lewis hat mit Umphrey's McGee bei mehreren Shows gesungen, beginnend mit den Jammy Awards 2005, und ist in zwei Songs ihres Albums Safety in Numbers zu hören. Am 13. Februar 2007 wurde Lewis in der Podcast-Reihe Stuck in the 80s interviewt. Während des Interviews verriet er, dass die Band mehrere neue Songs geschrieben hat, die sie 2008 aufnehmen wollen. Er erklärte auch, dass er angesichts der großen Veränderungen in der Branche seit ihrem letzten Album unsicher sei, wie sich die neuen Songs verkaufen würden.
Während einer Show auf der California State Fair am 21. August 2007 wurde Lewis zum Musiker des Jahres in Sacramento ernannt und mit einer goldenen Statue des California state bear ausgezeichnet.
Am 2. April 2013 trat Lewis in der ABC-Fernsehsendung Dancing with the Stars auf, wo er The Heart of Rock & Roll zum 30-jährigen Jubiläum der Veröffentlichung von Sports, und einer Konzerttournee, mit seiner Band aufführte.
Am 13. April 2018 gab Lewis bekannt, dass bei ihm die Menière-Krankheit diagnostiziert wurde und er nicht gut genug hören könne, um zu singen. Er erklärte, seitdem könne er manchmal hören, dann wieder nicht, und Musik könne er nur noch als Geräusch wahrnehmen. Infolgedessen wurden die übrigen Konzerte für die Tournee 2018 abgesagt.
Am 14. Februar 2020 erschien das Album Weather seiner Band Huey Lewis & the News. Es ist das erste Studioalbum seit zehn Jahren.

## Rechtsstreit
Im Jahr 1985 verklagte Lewis Ray Parker, Jr. wegen Ähnlichkeiten zwischen Parkers Soundtrack für den Film Ghostbusters von 1984 und Lewis' I Want a New Drug. Der Fall wurde außergerichtlich beigelegt, wobei beide Parteien sich bereiterklärten, die Einigung geheim zu halten. Im Jahr 2001 verklagte Parker Lewis und behauptete, dass Lewis in einer Behind the Music-Episode den Vergleich unter Verletzung ihrer Geheimhaltungsvereinbarung besprochen habe.

## Privat
Lewis heiratete im Jahr 1983 auf Hawaii die Sekretärin seines Managers, Sidney Conroy. Sechs Jahre später trennten sie sich. Die beiden haben eine gemeinsame Tochter mit Namen Kelly und einen Sohn, Austin.
Er lebt auf einer Ranch in der Nähe von Stevensville in Montana.

## Sonstiges
In der 8. Staffel der Serie Blacklist spielt er sich selbst und zollt zusammen mit dem ganzen Team dem verstorbenen Schauspieler Clark Middleton einen besonderen Tribut.

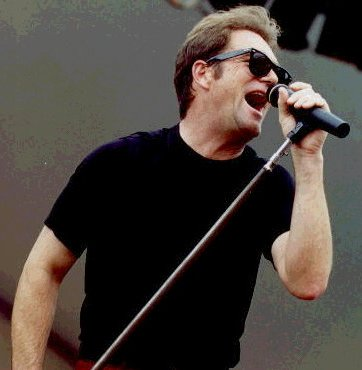
Huey Lewis (2006)

## Diskografie

### Singles
- 2000: Cruisin’ (mit Gwyneth Paltrow)
- 2007: Workin’ For a Livin’ (mit Garth Brooks)

## Als Begleitmusiker (Mundharmonika)
- 1977: Thin Lizzy - Live and Dangerous als „Bluesey Huey Lewis“
- 1977: George Hatcher Band - Talkin Turkey als „Huey Harp“
- 1977: Twiggy - Please Got my Name Right (zusammen mit Clover)
- 1979: City Boy - The Day the Earth caught Fire
- 1979: Dave Edmunds - Repeat when Necessary
- 1979: Nick Lowe - Labour of Love
- 1979: Thin Lizzy - Black Rose
- 1980: Nick Gravenites - Bluestar
- 1980: Philip Lynott - Solo in Soho
- 1982: Philip Lynott - The Philip Lynott Album
- 1985: Nick Lowe - Rose of England, auch als Hintergrundgesang
- 1986: Bruce Hornsby and the Range - The Way it is, auch als Hintergrundgesang
- 1988: Southern Pacific - Zuma
- 1991: Joe Louis Walker - Live at Slim's, Volume 1 & 2 (1992)
- 1994: Dick Dale - Unknown Territory
- 1997: Sammy Hagar - Marching to Mars
- 1998: Jim Belushi and the Sacred Hearts - 36-22-36[20]
- 2000: Traumpaare (Original Soundtrack), als Leadsänger und Duettpartner von Gwyneth Paltrow (Cruisin')

## Filmografie (als Darsteller)
- 1985: Zurück in die Zukunft (Back to the Future)
- 1993: Short Cuts
- 1998: Sphere – Die Macht aus dem All (Sphere)
- 1998: Shadow of Doubt – Schatten eines Zweifels (Shadow of Doubt)
- 2000: Traumpaare (Duets)
- 2002: .com for Murder
- 2004: One Tree Hill (Fernsehserie, 2 Episoden)
- 2006: King of Queens (Fernsehserie, Episode 8x21)
- 2007: Bank Heist (Graduation)
- 2010–2015: Hot in Cleveland (Fernsehserie, 5 Episoden)
- 2021: The Blacklist (Fernsehserie, Episode 8x06, als er selbst)